# Udrikulaid
Udrikulaid est une île d'Estonie dans le golfe de Riga.

## Géographie
Elle appartient à la commune de Pöide. 